# Нічия земля (фільм, 2001)
«Нічия земля» (босн. Ničija zemlja) — військова драма 2001 року режисера Даніса Тановича про події Боснійської війни. Фільм є продуктом співпраці компаній із Боснії, Франції, Словенії, Італії, Великої Британії та Бельгії. Стрічка здобула Оскар в номінації Найкращий іншомовний фільм.
Продюсерами були Марк Баше, Фредерік Дюма-Зайделя і Чедомір Колар. Вперше фільм продемонстрували 12 травня 2001 року у Франції на Каннському кінофестивалі.
В Україні фільм не демонструвався. Переклад та озвучення українською мовою зроблено студією «Омікрон» на замовлення Hurtom.com у листопаді 2012 року у рамках проєкту «Хочеш кіно українською? Замовляй!».

## Сюжет
| 1993 рік. У Європі йде війна. Мешканці дружньої і колись миролюбної Югославії безжально вбивають один одного. Взвод боснійських солдатів заблукав у нічному тумані і зранку, з жахом для себе виявив, що опинився просто перед сербською передовою, під вогнем противника. Після швидкого, але жорстокого бою, у траншеї на нейтральній смузі виявилося трійко поранених — серб і два боснійці. Один з боснійців лежить на міні: якщо спробувати зняти його з цієї пекельної машини — вона спрацює. Що робити заклятим ворогам, що опинилися у такій абсурдній та моторошній ситуації? |

## У ролях
| Актор           | Персонаж                                | Роль                           |
| --------------- | --------------------------------------- | ------------------------------ |
| Бранко Джурич   | Чикі (босн. Čiki)                       | боснійський солдат             |
| Рене Битораяч   | Ніно (босн. Nino)                       | солдат, боснійський серб       |
| Филип Совагович | Цера (босн. Cera)                       | поранений боснійський солдат   |
| Жорж Сіатідіс   | сержант Марша (англ. Sergeant Marchand) | французький солдат із UNPROFOR |

## Музика
В кінці фільму лунає боснійська колискова ("uspavanka") Nini Sine, Spavaj Sine у виконанні  Альми Бандич (Alma Bandić).

## Сприйняття

### Критика
Фільм отримав загалом позитивні відгуки: Rotten Tomatoes дав оцінку 93 % на основі 98 відгуків від критиків (середня оцінка 7,8/10) і 92 % від глядачів із середньою оцінкою 4,1/5 (11,539 голосів), Internet Movie Database — 7,9/10 (28 384 голоси), Metacritic — 84/100 (29 відгуків критиків) і 8,5/10 від глядачів (34 голоси).

### Касові збори
Під час показу, що стартував 19 вересня 2001 року у Франції, протягом першого тижня фільм показали у 82 кінотеатрах і він зібрав $241,556, що на той час дозволило йому зайняти 12 місце серед усіх прем'єр у країні.
У США показ почався 7 грудня 2001 і протягом першого тижня фільм показали у 2 кінотеатрах і він зібрав $22,645, що на той час дозволило йому зайняти 53 місце серед усіх прем'єр у країні. Показ протривав 136 днів (19.4 тижня) і закінчився 21 квітня 2002 року, зібравши у прокаті у США $1,012,153, а у світі — $3,846,716, тобто $4,858,869 загалом при бюджеті 14 млн франків (прибилизно $2.8 млн).

### Нагороди та номінації[11]
| Рік  | Нагорода                                           | Категорія                       | Номінант      | Результат |
| ---- | -------------------------------------------------- | ------------------------------- | ------------- | --------- |
| 2001 | Каннський кінофестиваль                            | Найкращий сценарій              | Даніс Танович | Перемога  |
| 2001 | Каннський кінофестиваль                            | Золота пальмова гілка           | Даніс Танович | Номінація |
| 2001 | 59-та церемонія вручення нагороди «Золотий глобус» | Найкращий фільм іноземною мовою | фільм         | Перемога  |
| 2001 | Серце Сараєво                                      | Найкращий художній фільм        | фільм         | Перемога  |
| 2002 | 74-та церемонія вручення нагороди «Оскар»          | Найкращий фільм іноземною мовою | фільм         | Перемога  |
| 2002 | Сезар                                              | Найкращий фільм                 | Нік Нолті     | Перемога  |
| 2002 | Сезар                                              | Найкращий сценарій              | Даніс Танович | Номінація |